# Hidaka, Saitama

Hidaka (日高市 Hidaka-shi?) este un municipiu din Japonia, prefectura Saitama.